# Royal Shakespeare Company
A Royal Shakespeare Company é uma companhia de teatro do Reino Unido, cuja sede se situa em Stratford-upon-Avon, e as suas sucursais em Londres e Newcastle. Paralelamente ao Royal National Theatre, de Londres, é uma das companhias de teatro mais importantes do Reino Unido.